# Communauté de communes du Lencloîtrais
La  Communauté de communes du Lencloîtrais   et ancien SIVOM de Lencloître, était une communauté de communes française, située dans le département de la Vienne et la région Nouvelle-Aquitaine fondé le 10 décembre 1997, afin de remplacer le Syndicat intercommunal à vocation multiple local, crée en 1972.
Le 1er janvier 2017, l'intercommunalité intègre la communauté d'agglomération de Grand Châtellerault, en même temps que la communauté de communes des Vals de Gartempe et Creuse et la communauté de communes des Portes du Poitou,.

## Composition
Elle est composée des communes suivantes :
| Nom                    | Code Insee | Gentilé                 | Superficie (km2) | Population (dernière pop. légale) | Densité (hab./km2) |
| ---------------------- | ---------- | ----------------------- | ---------------- | --------------------------------- | ------------------ |
| Lencloître (siège)     | 86128      | Lencloîtrais            | 19,04            | 2 468 (2014)                      | 130                |
| Cernay                 | 86047      | Cernaisiens             | 3,29             | 464 (2014)                        | 141                |
| Doussay                | 86096      | Dousséens               | 27,10            | 674 (2014)                        | 25                 |
| Orches                 | 86182      | Orchais                 | 19,22            | 400 (2014)                        | 21                 |
| Ouzilly                | 86184      | Ouzillois               | 10,63            | 905 (2014)                        | 85                 |
| Saint-Genest-d'Ambière | 86221      | Ambigariens             | 32,06            | 1 275 (2014)                      | 40                 |
| Savigny-sous-Faye      | 86257      | Savignois               | 15,00            | 379 (2014)                        | 25                 |
| Scorbé-Clairvaux       | 86258      | Scorbésiens-Clairvalois | 22,85            | 2 302 (2014)                      | 101                |
| Sossais                | 86265      | Sosséens                | 12,04            | 456 (2014)                        | 38                 |

## Liste des présidents
| Période                                  | Période | Identité                   | Étiquette    | Qualité                                              |
| ---------------------------------------- | ------- | -------------------------- | ------------ | ---------------------------------------------------- |
| 1980                                     | 2001    | Bruno Balestra (1921-2013) | DVG          | Maire de Saint-Genest-d'Ambière (entre 1973 et 2001) |
| 2001                                     | 2016    | Henri Colin                | DVD puis UDI | Maire de Lencloître (depuis 1989)                    |
| Les données manquantes sont à compléter. |         |                            |              |                                                      |

## Compétences
- Collecte des déchets des ménages et déchets assimilés
- Protection et mise en valeur de l'environnement
- Dispositifs contractuels de développement urbain, de développement local et d'insertion économique et sociale
- Création, aménagement, entretien et gestion de zone d'activités industrielle, commerciale, tertiaire, artisanale ou touristique
- Construction ou aménagement, entretien, gestion d'équipements ou d'établissements culturels, socioculturels, socio-éducatifs, sportifs
- Établissements scolaires
- Activités périscolaires
- Activités sportives
- Plans locaux d'urbanisme
- Opération programmée d'amélioration de l'habitat (OPAH)
- Acquisition en commun de matériel
- Réalisation d'aire d'accueil ou de terrains de passage des gens du voyage
- Autres

## Autres adhésions
- Syndicat interdépartemental mixte pour l'équipement rural
- Syndicat Mixte Vienne-Services

## Économie
Zone industrielle et artisanale sur la commune de Saint-Genest-d'Ambière à la sortie est de Lencloître en direction de Châtellerault.